# Peroksidaza dekolorizacije boje
Peroksidaza dekolorizacije boje (EC 1.11.1.19, DyP, DyP-tip peroksidaza) je enzim sa sistematskim imenom reaktivno-plavo-5:vodonik-peroksid oksidoreduktaza. Ovaj enzim katalizuje sledeću hemijsku reakciju
boja reaktivno plavo 5 + H2O2 {\displaystyle \rightleftharpoons } ftalat + 2,2'-disulfonil azobenzen + 3-[(4-amino-6-hloro-1,3,5-triaziN-2-il)amino]benzensulfonat
Ove hem proteine sa proksimalnim histidinom izlučuju Basidiomycetous gljive i eubakterije.

## Literatura
- Nicholas C. Price; Lewis Stevens (1999). Fundamentals of Enzymology: The Cell and Molecular Biology of Catalytic Proteins (Third изд.). USA: Oxford University Press. ISBN 019850229X.
- Eric J. Toone (2006). Advances in Enzymology and Related Areas of Molecular Biology, Protein Evolution (Volume 75 изд.). Wiley-Interscience. ISBN 0471205036.
- Branden C; Tooze J. Introduction to Protein Structure. New York, NY: Garland Publishing. ISBN 0-8153-2305-0.
- Irwin H. Segel. Enzyme Kinetics: Behavior and Analysis of Rapid Equilibrium and Steady-State Enzyme Systems (Book 44 изд.). Wiley Classics Library. ISBN 0471303097.

## Spoljašnje veze
- Dye+decolorizing+peroxidase на 